# Victor Tremblay
Victor Tremblay (1892-1979) est un  historien canadien. Il a été un ardent défenseur de l’histoire régionale du Saguenay–Lac-St-Jean. Il a notamment publié son Histoire du Saguenay depuis les origines jusqu’à 1870, ainsi que de nombreux articles sur l’histoire régionale et le patrimoine local.

## Biographie
Victor Tremblay nait en 1892 à Métabetchouan. Il obtient son diplôme académique de l’école normale Laval de Québec en juin 1911. Il occupe le poste de maître d’école à Saint-Cœur-de-Marie de 1911 à 1912 et à Hébertville entre 1912 et 1913. Il est admis au petit séminaire de Chicoutimi en 1914 en philosophie et au grand séminaire en 1915. Il y est ordonné prêtre en 1919.
Il est professeur pendant 35 ans au petit séminaire de Chicoutimi où il enseigne la religion, le français, l'anglais et l'histoire.
En 1934, il fonde la Société historique du Saguenay. Cette société a failli voir le jour en 1924, mais un tremblement de terre reporte la mise sur pied officielle dix années plus tard.
En 1959, il fonde la revue Saguenayensia portant sur l'histoire de la région du Saguenay Lac-Saint-Jean et de la Côte-Nord. Il se servit de cette plateforme pour publier plus d'une centaine d'articles
Il reçoit un doctorat honoris causa en lettres de l'Université Laval le 21 juin 1952, ainsi que de l'Université du Québec à Chicoutimi le 6 octobre 1977.
La Société d'histoire du Canada lui décerne en 1960 un certificat au mérite et en 1966, la Société historique de Montréal lui rend hommage en lui décernant la Médaille d'Or. En 1967, il reçoit la Médaille du Groupe des dix et en 1976, l'American Association for State and Local History lui décerne un diplôme d'honneur pour l'ensemble de son œuvre.
Victor Tremblay est mort le 17 juin 1979 à Chicoutimi.
Le fonds d'archives de Victor Tremblay est conservé à la Société historique du Saguenay.

## Œuvres
Principales publications,:
- Histoire du Saguenay depuis les origines jusqu'à 1870, 1er éd. 1938, éd. nouv. 1968
- Aperçu historique de Roberval, 1954
- Alma au Lac-Saint-Jean, son histoire, 1967
- Le Poste de Métabetchouan, 1974
- La Tragédie du Lac Saint-Jean, 1979
- L’aventure Louis Hémon, 1974
- Les Oblats au Saguenay, 1944
- Les trente aînées de nos localités : brefs historique, 1968
- L'évangélisation du Saguenay par les Jésuites 1641-1792 : Une épopée ignorée, 1946
- Monseigneur Victor Tremblay se raconte, 1981
- Le temps de Jacques Cartier, 1934

## Drapeau du Saguenay–Lac-Saint-Jean

Drapeau du Saguenay.

Victor Tremblay créer le drapeau du Saguenay–Lac-Saint-Jean en 1938, pour le 100e anniversaire de l'arrivée des premiers colons. Suivant les règles de l'héraldique pour l'agencement des couleurs, il attribue à chacune une signification qui sont les suivantes :  
Le vert représente la forêt qui est l'un des traits les plus frappants du Saguenay. Auparavant, elle couvrait l'entièreté de la région et encore aujourd'hui, elle agrémente les habitants du Saguenay de sa présence et de ses ressources.
Le jaune représente le domaine agricole et la couleur des moissons mûres. Ce domaine est  une base économique, sociale et religieuse pour la région. Il y a plus d'un demi-siècle, la région avait le titre de «grenier de la province de Québec».
Le rouge représente la population. « Une population jeune, active, chaleureuse, entraînée à l'effort, au dévouement, au sacrifice, une population qui doit à sa foi et à ses vertus chrétiennes la clé de sa valeur et de son rendement. »
Le gris représente l'industrie. La région s'est développée sur la transformation des produits bruts et sur le commerce. La région s'est bâtie avec les nombreux projets hydroélectriques qui alimentent la région et les différentes industries qui l'habitent.
La croix représente le caractère chrétien de la région. Sa forme rappelle également les formes qui figurent et figuraient sur les étendards des deux pays qui ont formé la région, soit la France et l'Angleterre.

## Toponymes
À Saint-David-de-Falardeau, se trouve le mont Victor-Tremblay, ainsi nommé en 1980. À Saguenay, dans l'arrondissement Chicoutimi, il y a la rue Victor-Tremblay depuis mai 2012. À Alma, il y a l’avenue Monseigneur-Victor-Tremblay, depuis octobre 2001. À Métabetchouan–Lac-à-la-Croix, il y a L'École Mgr-Victor depuis 1980.